# 中村好明
中村 好明（なかむら よしあき、1963年 - ）は、日本の実業家。一般社団法人日本インバウンド連合会(JiF)理事長。

## 略歴
1963年、佐賀県生まれ。上智大学出身。2000年に㈱ドン・キホーテ入社。広報・IR・マーケティング・新規事業の責任者を経て、2008年7月に社長室ゼネラルマネージャー兼インバウンドプロジェクトの責任者に就任。2013年7月に㈱ジャパン インバウンド ソリューションズを設立。その代表に就任（2020年3月まで）。
2017年4月、日本インバウンド連合会（JIF）理事長に就任。官民連携・公民連携した日本全体のインバウンド振興に取り組む。
他にもハリウッド大学院大学客員教授、日本ホスピタリティ推進協会理事・グローバル戦略委員長、全国免税店協会副会長、観光政策研究会会長、京都府観光戦略会議委員、熊本市ＭＩＣＥアンバサダーを兼任。

## 寄稿・著書
- 週刊誌『トラベルジャーナル』のコラム連載2013.04-2021.03
- 『ドン・キホーテ流 観光立国への挑戦』（メディア総合研究所、2013年）
- 『インバウンド戦略』（時事通信社、2014年）
- 『接客現場の英会話　もうかるイングリッシュ』（朝日出版社、2015年）
- 『観光立国革命』（カナリアコミュニケーション、2015年）
- 『空室が日本を救う！』（共著、ダイヤモンド社、2016年）
- 『地方創生を可能にする　まちづくり×インバウンド　「成功する7つの力」』（朝日出版社、2016年）
- 『儲かるインバウンドビジネス10の鉄則』（日経ＢＰ社、2017 年）、

『2020を越えて勝ち残るインバウンド戦略12の極意』（時事通信、2018年）